# 리처드 코드레이
리처드 애덤스 코드레이(Richard Adams Cordray, 1959년 5월 3일 ~ )은 미국의 정치인으로 전 미국의 연방 학자금 지원국 최고 운영 책임자이다.

## 학력
- 미시간 주립 대학교 인문사회 학사
- 옥스퍼드 대학교 브라스노즈 칼리지 인문사회 석사
- 시카고 대학교 법무박사

## 경력
- 1991.01 ~ 1992.12 제119대 오하이오 제33선거구 하원의원
- 1993.09 ~ 1995.01 제1대 오하이오 법무차관
- 2002.12 ~ 2007.01 프랭클린 카운티 재무장관
- 2007.01 ~ 2009.01 제46대 오하이오 재무장관
- 2009.01 ~ 2011.01 제49대 오하이오 법무장관
- 2012.01 ~ 2017.11 제1대 소비자금융보호국장
- 2021.05 ~ 2024.07 미국 연방학자금지원국 최고운영책임자

## 역대 선거 결과
| 선거명        | 직책명                         | 대수  | 정당   | 득표율 | 득표수      | 결과 | 당락                          |
| ------------- | ------------------------------ | ----- | ------ | ------ | ----------- | ---- | ----------------------------- |
| 1990년 선거   | 하원의원 (오하이오 제33선거구) | 119대 | 민주당 | 60.86% | 18,573표    | 1위  | 오하이오 주의원 당선          |
| 1992년 선거   | 하원의원 (오하이오 제15선거구) | 103대 | 민주당 | 37.93% | 94,907표    | 2위  | 낙선                          |
| 1998년 선거   | 오하이오 법무장관              | 45대  | 민주당 | 37.83% | 1,240,102표 | 2위  | 낙선                          |
| 2002년 선거   | 프랭클린 카운티 재무장관       | -대   | 민주당 | 50.61% | 134,528표   | 1위  | 프랭클린 카운티 재무장관 당선 |
| 2004년 선거   | 프랭클린 카운티 재무장관       | -대   | 민주당 | 63.96% | 280,716표   | 1위  | 프랭클린 카운티 재무장관 당선 |
| 2006년 선거   | 오하이오 재무장관              | 46대  | 민주당 | 57.87% | 2,223,169표 | 1위  | 오하이오주 재무장관 당선      |
| 2008년 재선거 | 오하이오 법무장관              | 49대  | 민주당 | 56.76% | 2,890,953표 | 1위  | 오하이오주 법무장관 당선      |
| 2010년 선거   | 오하이오 법무장관              | 50대  | 민주당 | 46.26% | 1,772,728표 | 2위  | 낙선                          |
| 2018년 선거   | 오하이오 주지사                | 70대  | 민주당 | 46.68% | 2,067,847표 | 2위  | 낙선                          |